# Parque nacional Tres Islas
El parque nacional Tres Islas es un parque nacional en Queensland (Australia), ubicado a 1581 km al noroeste de Brisbane.
Está formado por islas boscosas al sudoeste del cabo Flattery. Representan un importante sitio de protección para las aves marinas. 
Forman parte de la Gran Barrera de Coral, declarada por la Unesco Patrimonio de la Humanidad en Australia.